# Nhial Deng Nhial
Nhial Deng Nhial és un polític i advocat sudanès d'ètnia dinka, nascut a la regió de Bahr al-Ghazal. És fill del cap sudista William Deng Nhial assassinat durant les eleccions del 1968, abans de l'acord d'Addis Abeba del febrer de 1972. Va estudiar al Comboni College a Khartum, i després es va doctorar en lleis per la Universitat de Khartum a començaments dels anys vuitanta.
Exercia ja com advocat, quan el 1983 va esclatar la revolta del SPLM/SPLA i s'hi va unir com a polític i no com a militar.
Va tenir un paper destacat en algunes negociacions, i en especial a les que van portar al Comprehensive Peace Agreement signat a Nairobi el 9 de gener del 2005.
Quan es va formar el govern d'unitat nacional fou nomenat ministre d'afers exteriors; després de la mort de John Garang en accident (juliol del 2005) va refusar treballar a Khartum i va acceptar un lloc a l'administració de Sudan del Sud (Government of Southern Sudan, GOSS); el nou president Salva Kiir Mayar Dit el va nomenar ministre de cooperació Internacional i desenvolupament però va dimitir el maig/juny del 2006 per discrepàncies amb Kiir i es va retirar a la vida privada passant dos anys a Anglaterra on va estudiar lleis. El gener o febrer del 2008 va retornar a Juba i el maig del 2008 va anunciar que podria disputar a Kiir la direcció del moviment. El 22 de desembre del 2008 el president Omar al-Bashir el va nomenar ministre d'afers del SPLA pel decret 175/2008. va cobrir la vacant deixada per la mort de Dominic Dim deng el 2 de maig de 2008, després que el càrrec fos rebutjat pel governador de l'etat de Jonglei, Kuol Manyang Juuk. El pressupost pel SPLA dins la regió s'emporta el 40% o sigui 400 milions de lliures sudaneses (187 milions de dòlars).

## Nota
1. ↑  William Deng fou el cap de l'ala moderada de la Sudan African national Union (SANU) que va restar a Khartum provocant la divisió amb els exiliats (SANU-Exterior) el 1965, i amb Joseph Oduho, que va formar el Front d'Alliberament d'Azània